# 四川田鼠
四川田鼠为仓鼠科川田鼠屬的动物。目前只在中国大陆發現，分布于四川（西北部）、西藏（东南部）等地，主要栖息於山地森林、灌丛、草甸。该物种的模式产地在四川汶川。